# 小花 (小魔女DoReMi)
小花（日语： Hana-chan），是日本動畫『小魔女DoReMi』中的架空角色之一，也是系列作中的主角之一，隸屬魔法堂(MAHO堂)的其中一名「小麻煩魔女」，第四部以卷機山花（日语：／ Makihatayama Hana）（台灣譯為薪旗山花）的假名在人間的美空小學上學，但因魔女沒有姓氏，正式名稱為「魔女小花(Majo-Hana chan)」。日本配音員為大谷育江，中文版配音員為林美秀。

## 個人設定
- 2000年（平成12年）3月25日出生，白羊座[1]，血型不明，實際年齡6歲〔小說版換成人類的實際年齡〕[2]。
- 原先就讀魔女幼稚園，後使用魔法變身後轉入美空市立美空第1小學6年1班 ⇒畢業後回歸魔女幼稚園，並跳級就讀魔女小學⇒轉入市立美空高中就讀2年級⇒3年A班[3]⇒就讀東京大學醫學系。
- 見習生服裝顏色為白色，作為隨從的精靈為「豆豆」，第4部結尾將其他小魔女的精靈收為己有，因為本身就是魔女的緣故，所以施魔法時沒有使用咒文的必要，但本人因為覺得這樣不好玩，所以自創「波囉林 噗哇林 哈那哈那披」的施法咒語。
- 曾參加過3次魔幻舞台，第1次為嬰兒時期[4]，第2次為解除魔女青蛙的詛咒時，與使用魔幻舞台的魔女見習生們和所有魔女一起合力施法解除詛咒，但依舊是用自己的咒語[5]，第3次則是為了幫助音符走出喪母的傷痛，與其他4位母親一同使用了魔幻舞台，且自創咒語「波囉林 噗哇林 笑容煥發(ボロリンピュアリン にこやかに)」[6]。
- 第4部開始在人間化名為薪旗山花，對外宣稱是薪旗山莉卡（魔女莉卡）的親戚所生的孩子，只不過跟那位嬰兒版的小花同名罷了[7]，也宣稱是從宮城縣出生的。[8]。
- 名義上的母親是魔法堂的所有魔女見習生，但實際上真正認定的母親只有DoReMi1人[9]。
- 嬰兒時期對外宣稱的父親是由羽月變成、母親則是由小愛變成[10]，小學時期對外宣稱的父親是由小桃子變成、母親則是由瀨川音之後在小說版直接以魔女身分登場，並在巴黎再次與DoReMi一夥重逢，以歸國僑生的身分轉入美空高中就讀。[11]。

高中入學後以「要為有需要的人打氣」為由、成立了名為啦啦隊社的社團。

### 漫畫版
在漫畫家高梨靜江繪製的漫畫版則是一直到第四部才登場，完全取代了白象寶寶的戲份，與Doremi一夥的關係也從親子變成朋友，因為跟動畫版相差過大，導致部分觀眾對漫畫版相當不滿。

## 人物來歷
魔女世界已確認為下一任女王的魔女嬰兒，誕生於每一百年才會出現的藍色玫瑰花「魔女皇后玫瑰」，在一次偶爾情況下回到魔女世界的DoReMi一夥目睹誕生，而按照規定，嬰兒誕生的在場目睹者必須撫養這名嬰兒一年。
最初因為半夜啼哭的嚴重問題使得魔女莉卡和拉拉非常困擾，或是讓DoReMi抱起時大小便在她身上。
因為魔力極為強大，被前兩代女王幻影（又稱「詛咒森林的魔物」）所忌憚，在小花接近一歲時對其下咒而患上重病，作為母親的DoReMi一夥不顧生命危險前往詛咒森林摘回的真愛蘇布里姆花朵給醫治痊癒了。
第三部登場已經一歲，按照規定必須與養育者分離而被送到魔女幼稚園，一歲半時更直接把在人類世界的DoReMi召喚到魔女世界，而被前兩代女王幻影再次施下了討厭蔬菜的詛咒，而因為蔬菜是魔女的魔力來源，導致了魔力的衰退，於是女王陛下准許再次送回與DoReMi她們一同生活，並在小魔女們的努力下消除了前兩代女王幻影，讓詛咒森林恢復原貌。
第四部因為「想要和DoReMi一起上學」的任性願望，導致身體急速成長成12歲，不但改變了魔法堂的外貌，更震碎了證明自己魔女身份的"水晶球"，只好讓她通過魔女見習生的考試重新成為魔女，轉入美空小學與DoReMi一夥一起上學。後期更在魔法動物園結識了擁有能吸收負面情緒能量的白色幼象「寶寶」，並成為了好友。之後與媽媽們一起讓前兩代女王甦醒，化解了她對人類長年的誤解，並一同解開了她對魔女們下的魔女青蛙的詛咒。同時小花也成功通過考驗重拾魔女的身份，雖然DoReMi等人不願成為魔女，讓小花孤單難過，在媽媽們的說服下，約定要成為一名偉大的女王。小學畢業時因為DoReMi將自己鎖在魔法堂不願意出來，進而要以公布自己身份而成功將其逼出，大家一起參加了畢業典禮後，變回幼兒並和魔女莉卡一起返回魔女世界。
6歲時再度返回人間界，尋找與自己同時出生的妹妹小夢，一路從日本南邊找到法國巴黎，最後為了引起小夢注意而在巴黎各建築頂上拉手風琴，畫面被拍攝下來放到網路上，進而讓DoReMi一夥人找到她。其後轉學至美空高中，再次和自己的母親DoReMi一起上學。

## 人物

### 名字由來
名字是Doremi取的，由來是「因為從花裡面誕生」，姓氏則是與魔女莉卡同樣使用「薪旗山」，而面對玉木麗香提出「為何與那位叫小花的嬰兒同名同姓」的問題，小桃子則以「兩人的母親是姊妹，而且都喜歡花，所以小孩名字一樣」為由來唬弄過去。本名是以片假名拼寫的「ハナ」，小學生和高中生身份的名字則使用漢字「花」。
稱呼自己不用「我」而是用第一人稱的「小花」，而稱呼媽媽們時除了桃子是稱呼「桃(もも)」外，其他四人皆是稱呼本名，偶爾稱呼其他人時才會在名字後面加上媽媽兩字來稱呼。

### 外表
剛誕生時頭頂有個用多個水晶球綁住的金髮，第三部中因為髮型會妨礙到小花的前滾翻，所以被DoReMi將髮型改成雙馬尾。
第4期時因為急速的成長的緣故，頭髮也變得相當長，變得很像兩條炸蝦形狀的大馬尾，同時也出現兩個羽毛狀的束髮帶，睡覺的時候會把頭髮放下來。
小說版回到人間界時並無太大改變，只是比三年前長了些許身高。變成女高中生的外表後仍維持相同的髮型。

### 性格
嬰兒時期就頗有領袖風範，女王對她的素質十分肯定，此外也相當努力與聰明，曾在修學旅行前夕因熬夜製作名牌病倒（但因為魔力的緣故，不到一天就痊癒）。
雖然使用魔法急速成長至12歲，但心智只跟著提升了一點，所以有時會做出不符外表的幼稚行為，但因為單純善良的性格也讓其他人很難對她發脾氣，小說版再次使用魔法急速成長成女高中生，但心智卻仍是小學生並迎來嚴重的反抗期。

### 魔力
魔力比起其他的魔女嬰兒甚至魔女來的強大，出生沒幾日就已經會長時間飛行，並無意識使用魔法，一出生時持有的水晶球為五個（一般的魔女嬰兒只有一個，第三部改變髮型時變為四個），第四部時的魔力就已經超過魔法堂六位魔女見習生的總和。
第四部初期時出現了新月的夜晚會變回嬰兒的設定，但隨著劇情演進而少有出現，而在講談社發行的電視版繪本以及遊戲『小魔女Doremi大合奏~祕密的魔法中(おジャ魔女あどべんちゃ〜ないしょのまほう)』亦有出現了變回嬰兒後原本應該已經碎掉的水晶球卻還在的畫面。
回復魔女身份後使用的水晶球源自女王分割自己水晶球的碎片，並與DoReMi六人的水晶球合併而成。小說版時水晶球變得比三年前還大，甚至超過魔女莉卡的水晶球尺寸，而且已經能夠單獨使用Doremi她們用魔幻舞台才能使出的高段魔法。

### 學習能力
極為聰明，最初連漢字都看不懂，但藉由魔法堂成員的協助，在極短時間就超越了作為她的導師-泡泡的學力，讓其表示「我已經沒有可以教她的東西了」，但仍有被關老師抓去課後補習的畫面，也靠著自己的練習學會了騎腳踏車。
小說版時記憶力和理解力還有魔力隨著年齡增加也越來越強，甚至魔女幼稚園未畢業就跳級至魔女小學，在後續就讀高中時，只花不到半天就讀懂國中三年份量的所有教科書，高一程度教科書更是只花兩小時就讀完，高二時更是在期末考取得全校第三名，甚至外語之類都不成任何問題，之後更是考上了第一志願-東京大學醫學系，還幫助輔導落榜的Doremi做重考大學的準備。

### 興趣・嗜好
最喜愛布丁，曾在嬰兒時在美空小學吃掉四十個布丁，第三部32集時也曾吃下三個布丁而肚子痛，同時也喜歡洋甘菊做的水飴，最討厭紅蘿蔔。
曾表示想吃斑馬。
很喜歡新奇的東西。但多數都只有三分鐘熱度。
非常喜愛動物，同時很深得動物的信任。

### 朋友關係
非常喜愛老頭阿迪，在嬰兒時期就算被綁架時也不會哭泣。老頭阿迪也是除了母親DoReMi等人外最疼愛小花的人。
第4期時與伊集院佐知子的接觸次數特別的多，兩人也特別要好。
小學畢業回去魔女世界後就音訊全無，不但沒有和DoReMi等人聯繫，就連同學會也沒來，但是會和魔女莉卡透過水晶球來看DoReMi等人。

### 其他
擁有和Doremi的妹妹泡泡同樣級別的難看睡姿，還曾經在睡夢將泡泡拋投出去。
受到Doremi的影響不少嗜好都很相像，例如在嬰兒時期就會三段式嘟嘴，並且喜歡牛排。
曾在修學旅行時把DoReMi表示「想要有異性緣」的話聽錯，導致引來了拿著大量東西的老先生。
曾在泡紅茶時把砂糖給錯放成鹽。
曾因為聽懂泡泡一句「想要變成小花」的無心之句，而用魔法與泡泡交換身體。
喜好看電視，有時會使用從電視上學到的知識，例如懂得利用加熱的可樂來讓感冒痊癒。
身為其配音員的大谷育江因為在同一時期有負責其他動畫的角色配音，所以偶爾會有因為破音導致變成其他角色聲線的狀況發生。